# 橘沙奈
橘 沙奈（たちばな さな、1990年7月6日 - ）は、日本の女性モデルで、女優。元レースクイーン。山口県出身。愛称は「さなちゃん」。2025年現在は紗奈（さな）名義でフリーランスとして活動中。

## 略歴
大学時代、東京ガールズコレクションを観覧した際に現事務所にスカウトされる。2013年、大学卒業とともに、中学時代からの夢である女優を目指して上京し、芸能活動を開始した。
- 2013年：武藤敬司率いるプロレス団体「WRESTLE-1」公式サポーター“Cheer♡1”にて、結成当初からのメンバー。
- 2014年 
  - ミスアクション2014候補生としてエントリーするが、グランプリ受賞はならず。
  - 日本レースクイーン大賞2014 新人グランプリ新人賞を受賞。

2016年3月13日をもって“Cheer♡1”卒業。
2018年5月よりモデル事務所FROS（フロス）に移籍し、高藤 杏（たかふじ あん）に改名する。
2023年9月よりフリーランスに移行し、紗奈に改名する。

## 人物・エピソード
- 父親は美容室を営む[6]。
- 大学では保育を学び、保育士の免許を所持している。[2]
- 憧れの女性は香里奈。[2]
- チャームポイントは声（低音）。
- 趣味は食べ歩き、旅行など。
- 特技は陸上競技全般（走り高跳びで、インターハイ、国体出場経験有り）。
- 好きなキャラクターはマイメロ、ドキンちゃん。
- 好きな食べ物：梅干し
- 苦手な食べ物：わさび、辛いもの

## 出演

### レースクイーン・イメージガール
| 年度            | ユニット名                                          | 他メンバー                                       |
| --------------- | --------------------------------------------------- | ------------------------------------------------ |
| 2013年 - 2016年 | プロレス団体「WRESTLE-1」公式サポーター『Cheer♡１』 | 永友春菜、西原啓子、柳本絵美、才木玲佳           |
| 2014年 - 2015年 | SUPER GT「ENEOS GIRLS」                             | 渡辺順子                                         |
| 2015年          | オートサロン2015「TWSブースTWSプリンセス」          |                                                  |
| 2016年          | K-1「2016 K-1 ガールズ」                            | 近藤みやび、足利美弥、柳いろは、小柳歩、早瀬あや |

### テレビドラマ
- 「SUMMER NUDE」（2013年、フジテレビ）
- 連続テレビ小説「ひよっこ」（2017年、NHK）[7]
- 大河ドラマ「おんな城主 直虎」（2017年、NHK）[8]

### バラエティ番組
- 「アレはスゴかった!!」（2014年5月18日放送、テレビ朝日）
- 「DISCO TRAIN」(2014年 -、TOKYO MX)
- 「前略、月の上から。」乳酸菌美人のコーナー（2014年3月10日深夜放送、フジテレビ）
- 「前略、月の上から。75分何やっちゃうのSP」BEST OF 乳酸菌美人（2014年5月22日深夜放送、フジテレビ）
- 「お願い!ランキング」自撮り隊（ライブ配信）（2016年4月6日深夜放送、テレビ朝日）
- 丸の内小町（2017年8月20日[9]、2018年7月1日[10]、テレビ朝日）

### 舞台
- タタカッテシネ第三回公演『IDO ～みんなみんな、タタカッテるんだ～』日替わりゲスト（2016年7月30日13:00〜の部、高田馬場ラビネスト）
- ヒロセプロジェクト舞台・スピンオフ公演『彼女はきっと魔法を使う』チームM・冬月アカリ役（2016年8月1日〜7日、川崎H&Bシアター）

### 雑誌
- 漫画アクション（2013年、双葉社）
- ゼクシィ東海版12月号（2013年、リクルート）
- FLASH（2014年、光文社）
- ヤングジャンプ（2014年、集英社）
- 月刊Audition（2015年2月号、2014年12月29日発売、白夜書房）
- 週刊プロレス2014年12.10号 プロレス界で働く人々コーナー （No.1768、2014年11月26日発売、ベースボール・マガジン社）[11]

### 広告
TV CM
- マクドナルド（2014年）

Web
- ウェディングモデル 大垣迎賓館セントローザ（2013年）
- ペッパーランチ（2013年）
- 45 DEGREES スノーボードウェアWEBカタログモデル（2015年）

カタログ
- ウエラ（2013年）
- CLEMO（2013年）

看板広告
- K-1ジム モデル（2015年）

### インターネット番組
- 橘沙奈オフィシャル生放送 (第1回：2015年9月8日 - )
- マリキュラム‐出会って1か月で結婚する方法‐（2017年11月16日 - 2018年1月25日、AbemaTV）[12]

### イベント
- 代官山コレクション2013 モデル（2013年10月4日）
- DVD発売記念イベント（2013年9月7日、ソフマップモバイル館）[13]

## 作品

### イメージビデオ
- 恥じらい（2013年8月27日、オルスタックソフト販売）[14]